# Toczeń rumieniowaty polekowy
Toczeń rumieniowaty polekowy, toczeń polekowy (łac. lupus postmedicamentosus), zespół toczniopodobny, toczeń rumieniowaty indukowany lekami, DIL (od ang. drug-induced lupus) – zespół objawów klinicznych podobnych do objawów występujących w przebiegu tocznia układowego trzewnego, których wystąpienie zostało uwarunkowane przez stosowanie niektórych leków.
Cechą charakterystyczną tocznia polekowego jest pojawienie się przeciwciał przeciwko histonom (ponad 95% przypadków) i rzadziej przeciw ssDNA, brak zaburzeń hematologicznych, nerkowych oraz stopniowa poprawa po odstawieniu leku wywołującego objawy.

## Leki wywołujące objawy tocznia polekowego
Lekiem, który najczęściej wywołuje zespół toczniopodobny, jest prokainamid – objawy występują u jednej trzeciej osób stosujących lek ponad rok. Inne leki wywołujące objawy tocznia to:
- hydralazyna i dihydralazyna
- penicylamina
- izoniazyd[1]
- metyldopa
- minocyklina
- diltiazem
- infliksymab[2],
- etanercept
- chloropromazyna
- interferon α

## Leki prawdopodobnie wywołujące objawy tocznia polekowego
- amiodaron
- betablokery
- chinidyna
- hydrochlorotiazyd
- kaptopryl
- fenytoina
- tyreostatyki
- karbamazepina
- nitrofurantoina
- sulfasalazyna
- sulfonamidy
- terbinafina
- tiklopidyna

## Objawy chorobowe
Kryteria do postawienia diagnozy zespołu toczniopodobnego nie zostały dokładnie opracowane. Do objawów DIL należą: gorączka, podniesione ciśnienie tętnicze, zmiany skórne oraz zapalenie stawów.

## Leczenie
Leczenie polega na odstawieniu leku, który wywołał objawy. Ustąpienie objawów następuje zwykle w ciągu kilku lub kilkunastu dni. Niekiedy chorzy wymagają zastosowania glikokortykosteroidów, natomiast w przypadku tocznia wywołanego przez hydralazynę konieczne może być leczenie immunosupresyjne.